# 白序黄耆
白序黄耆（学名：Astragalus leucocephalus）为豆科黄芪属的植物。分布在尼泊尔、阿富汗、克什米尔、印度、巴基斯坦以及中国大陆的西藏等地，生长于海拔3,000米至3,800米的地区，一般生于沟边及山坡草地，目前尚未由人工引种栽培。

## 别名
白花黄耆（西藏植物名录）